# Ścieżka edukacyjna po Przedgórzu Sudeckim

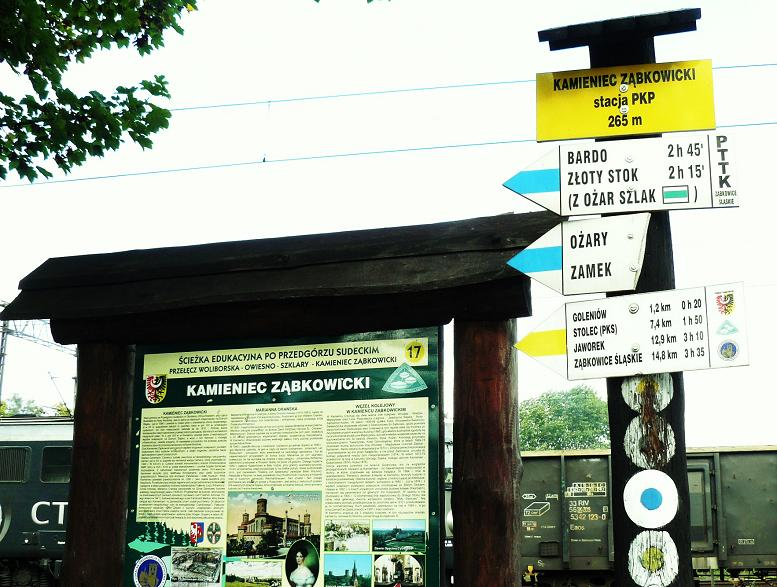
Przystanek 17 (końcowy) ścieżki – Kamieniec Ząbkowicki, dworzec kolejowy

Ścieżka Edukacyjna po Przedgórzu Sudeckim – szlak turystyczny w Polsce, powstały w 2005 na terenie Sudetów i Przedgórza Sudeckiego. 

## Długość i oznakowanie
Liczy 45,8 km długości i znakowany jest na czarno. W kilku miejscach do szlaku głównego doprowadzone są krótkie szlaki dojściowe, prowadzące do atrakcji zlokalizowanych nieco w bok od szlaku głównego. Przy szlaku postawiono 17 tablic edukacyjnych informujących o walorach mijanych obiektów (przyroda, zabytki, historia). 

## Przebieg
Szlak rozpoczyna się na Przełęczy Woliborskiej w Górach Sowich. Następnie przebiega przez największą jednostkę Przedgórza Sudeckiego – Wzgórza Niemczańsko-Strzelińskie, by potem przejść przez Wzgórza Bielawskie, Wzgórza Gumińskie, Wzgórza Szklarskie i Wzgórza Dobrzenieckie. Następnie biegnie skrajem Wysoczyzny Ziębickiej i kończy się w Kamieńcu Ząbkowickim (Obniżenie Ząbkowickie). 

## Geneza
Szlak powstał z inicjatywy Studenckiego Koła Przewodników Sudeckich z Wrocławia przy wsparciu lokalnej organizacji turystycznej Ziemi Ząbkowickiej. Prace znakarskie zrealizowano ze środków Funduszu Ochrony Środowiska i Gospodarki Wodnej Powiatu Ząbkowickiego.

## Przystanki
Tablice (przystanki) na szlaku zlokalizowano w następujących miejscach :
- Przełęcz Woliborska (711 m n.p.m.)
- Zamkowa (Zamek Hanigburg)
- Ostroszowice
- Owiesno – ruiny zamku
- Owiesno
- Kluczkowska Góra (428 m n.p.m.)
- Kluczowa
- Brodziszów
- Buczek (361 m n.p.m.)
- Szklary
- Źródliska Ślęzy nad Rakowicami
- Bobolice
- Stolec 1 (zamek Skorolec)
- Stolec 2 – kościół NMP
- Niedźwiednik
- Starczów
- Kamieniec Ząbkowicki